# 247

247(이백사십칠)은 246보다 크고 248보다 작은 자연수다.

## 수학
- 합성수로, 그 약수는 1, 13, 19, 247이다. 진약수의 합은 33이므로, 247은 부족수다.
  - 79번째 반소수다. 앞의 반소수는 237, 다음 반소수는 249다.
- 13번째 오각수다. 앞의 오각수는 210, 다음은 287이다.

## 과학
- NGC 247: 고래자리에 위치한 중간나선은하.

## 교통
- 일본 247번 국도(일본어판): 아이치현 나고야시 아쓰타구에서 도요하시시까지 이어지는 일본의 국도.
- 현도 제247호선

## 문화유산
- 대한민국의 국보 제247호: 공주의당금동보살입상
- 대한민국의 보물 제247호: 대구 동화사 비로암 삼층석탑
- 대한민국의 사적 제247호: 서울 남현동 요지

## 방송
- B tv의 MBCNET 채널 번호.
- U+ TV의 MGTV 채널 번호.
- LG헬로비전의 헬스메디TV 채널 번호.

## 기타
- 연도: 247년, 기원전 247년